# Calanthemis scioae
Calanthemis scioae är en skalbaggsart som beskrevs av Aurivillius 1928. Calanthemis scioae ingår i släktet Calanthemis och familjen långhorningar. Inga underarter finns listade.